# Austrobaileya
Austrobaileya is een geslacht van lianen uit de familie Austrobaileyaceae. Het geslacht telt slechts een soort die endemisch in de vochtige tropische regenwouden in het noordoosten van Queensland in Australië.

## Soorten
- Austrobaileya scandens C.T.White